# Борне (Нидерланды)
Борне (нидерл. Borne) — город и община в провинции Оверэйсел, Нидерланды. Население — 21,5 тыс. чел. (на 2012 год).

## История

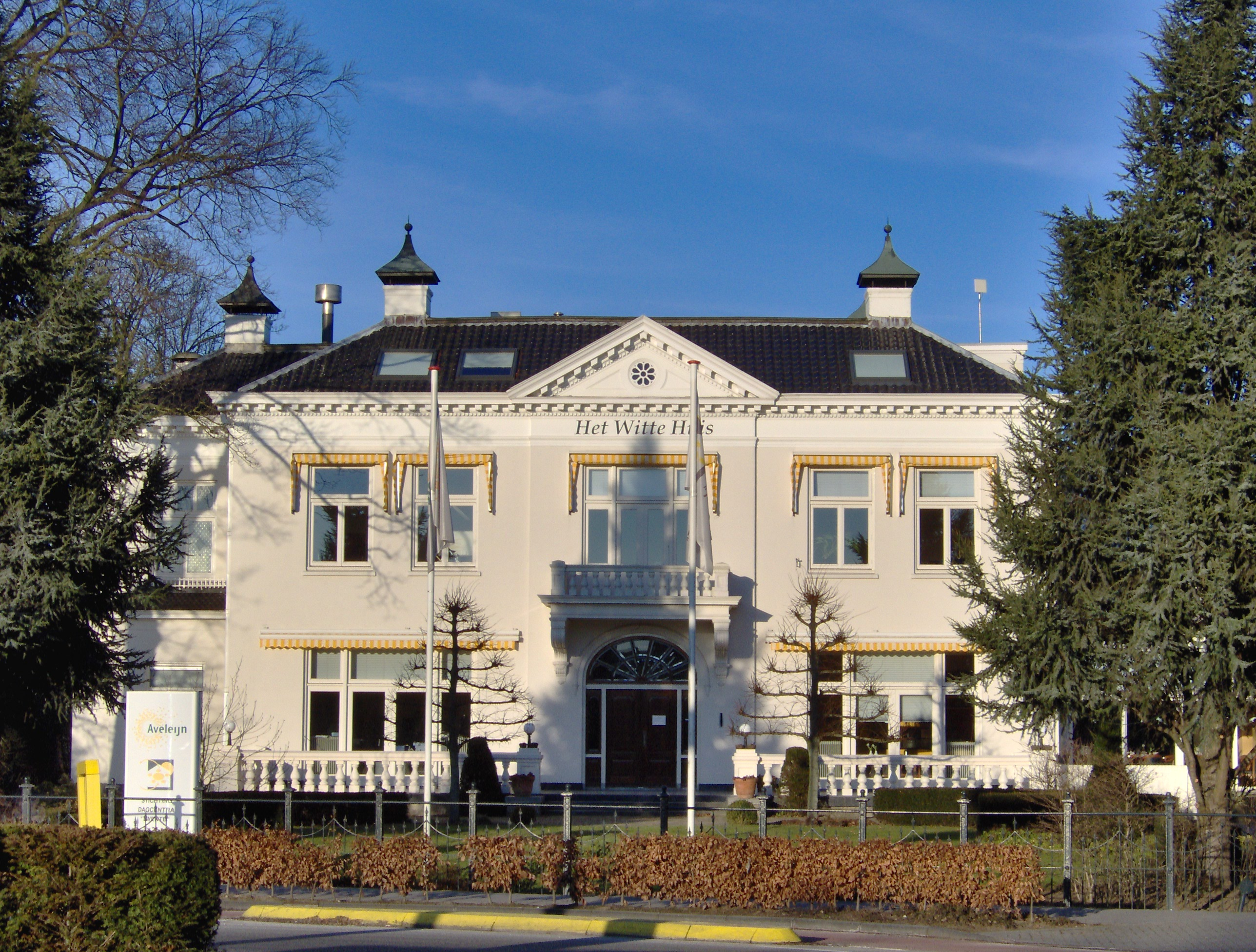
«Белый дом» — особняк, построенный семьёй Спаньяардов в Борне.

Город был основан в 1109 году. В течение долгого времени считалось, что город был основан в 1206 году, когда епископ Утрехтский получил во владение земли в районе поселений Зендерен и Алмело.
В 1828 году немецким евреем Соломоном Яковом Спаньяардом была основана текстильная фабрика, в дальнейшем серьёзно расширившая своё производство. К 1920 году на фабрике работала большая часть мужского населения Борне. Во время Второй мировой войны город серьёзно пострадал, погибло много человек.
После войны Борне был восстановлен. В 1983 году властями города были установлены побратимские отношения с городом Райне, Германия.

## Современный период
В настоящее время город активно развивается. В 2000-х годах совместно с общиной Хенгело был построен деловой район. С 2006 года компанией Борнше Матен ведётся строительство ещё нескольких новых районов города.
В городе существует ряд галерей и выставочных залов, скульптурные композиции под открытым небом, проводятся различные фестивали и другие мероприятия.

## Состав общины

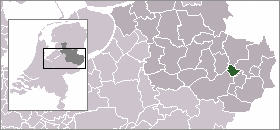
Расположение общины Борне на карте Нидерландов

В общину Борне входят город Борне и деревни Хертме и Зендерен.

## Виды города

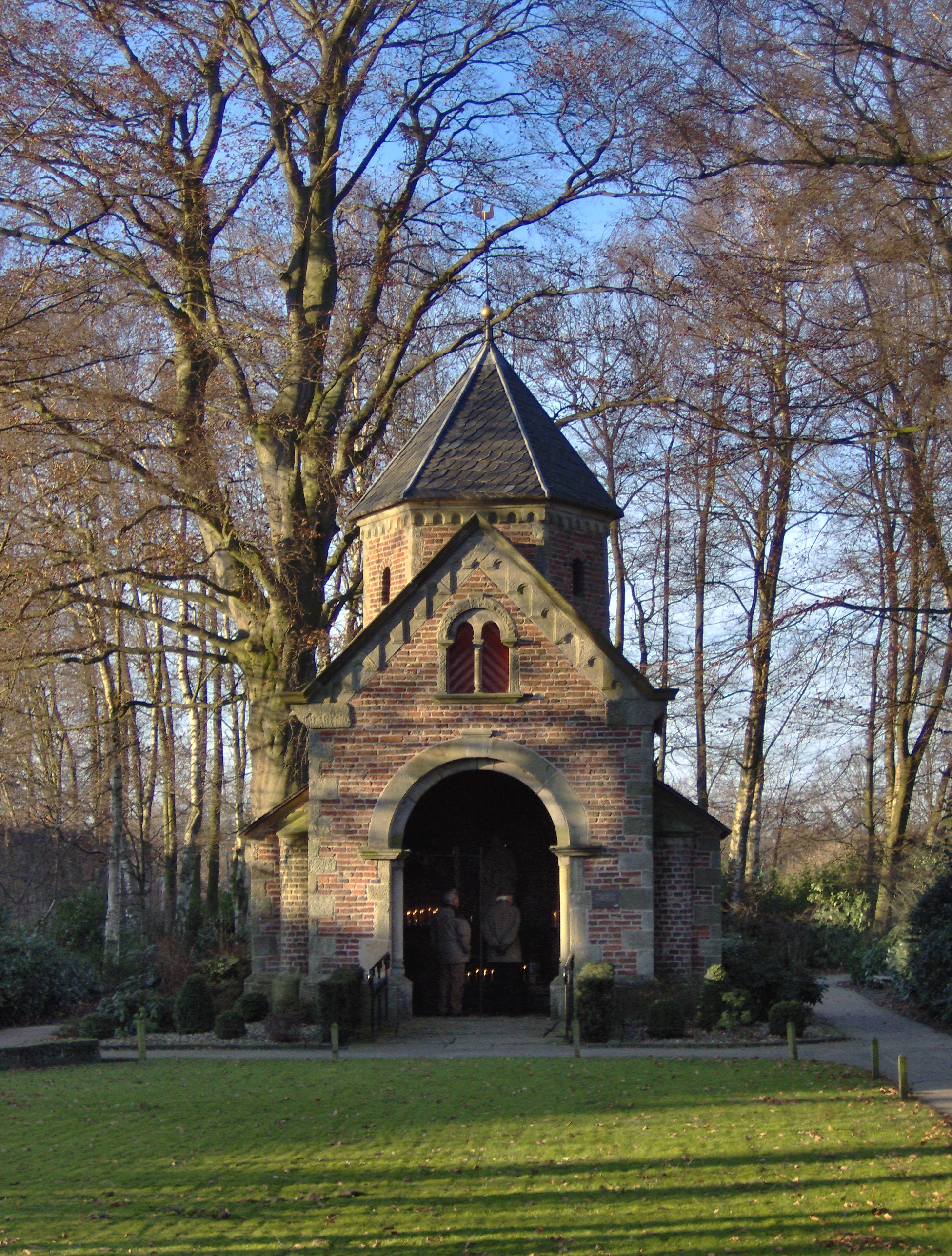
Часовня Св. Марии
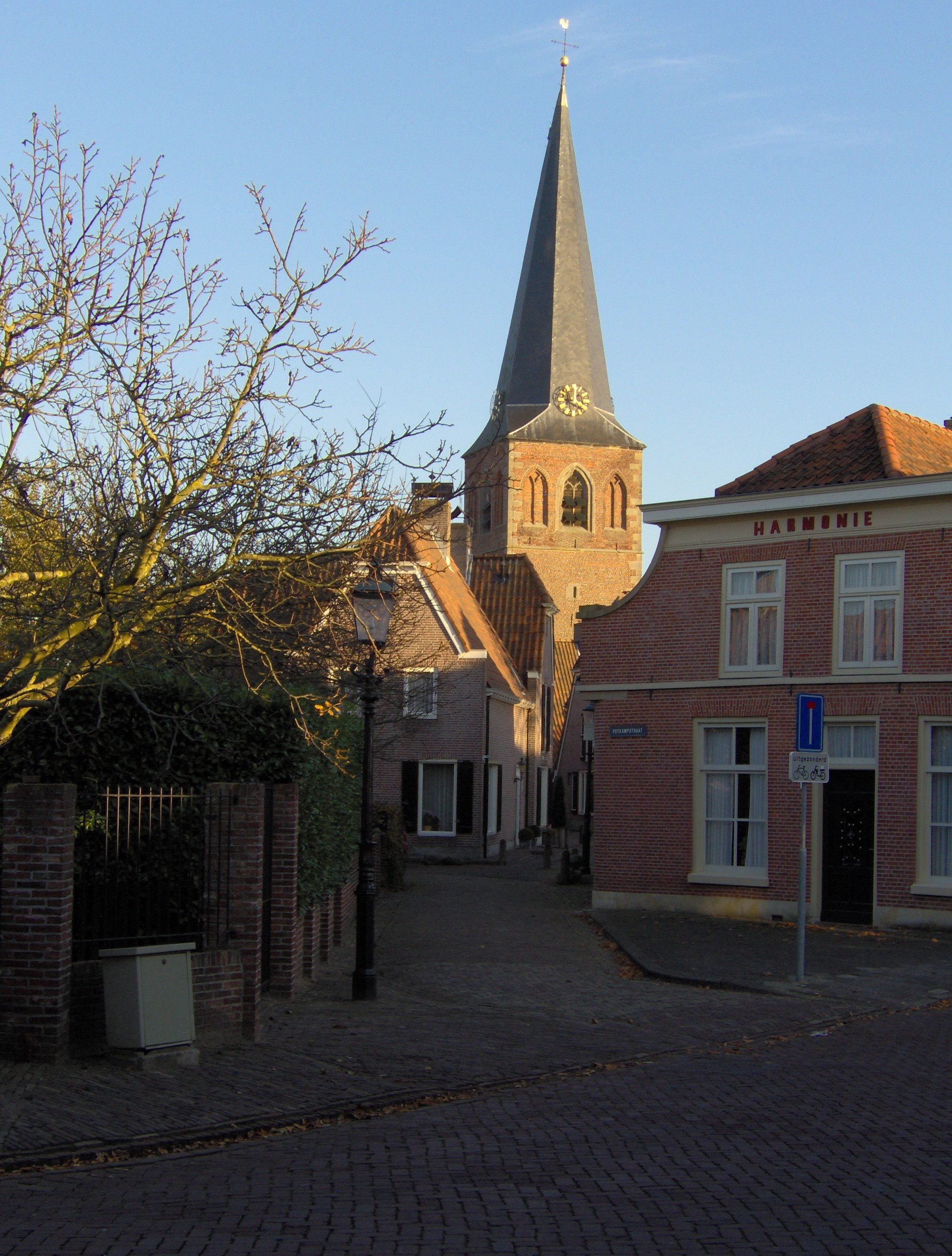
Старая церковь
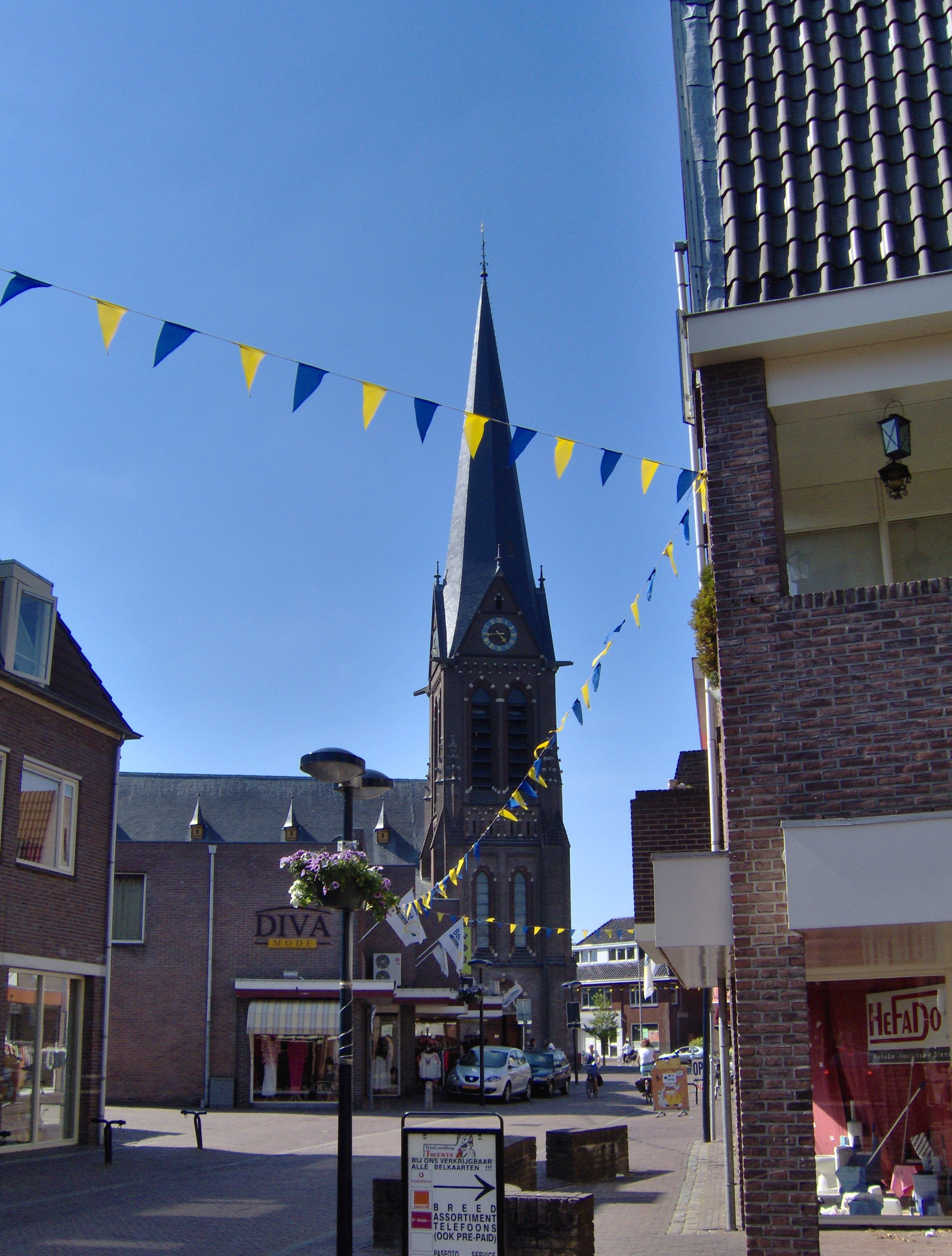
Церковь Св. Стефана